# 예술체육요원
예술체육요원(藝術體育要員, 영어: Art and Sports Personnel)은 대한민국의 전환, 대체복무제도 중 하나로, 1973년부터 시행된 복무제도이다. 시행 당시에는 학술, 예술, 체능의 특기를 가진 자를 대상으로 한 병역특례, 특례보충역으로 불렸으며, 1995년 공익근무요원 제도 시행 이후 공익근무요원의 하위 분류인 예술체육요원으로 불리기 시작했다. 2014년에 공익근무요원의 하위분류인 행정관서요원이 사회복무요원으로 바뀌면서 사회복무요원과는 별개의 제도로 존재하는 보충역 제도로 바뀌었다.
기존 병역판정기준과 상관 없이, 미필자 중 운동선수나 예술가 중에서 법으로 정한 종목에서 일정한 성과를 증명한 자 중 2년 10개월 동안 자신의 경력을 활용하여 공익에 복무함으로써 병역을 수행한 것으로 인정하는 제도이다. 대부분의 사람들이 면제로 알고 있으나 아래에서처럼 기초군사교육 4주를 받는 것은 물론 2년 10개월이 지나면 예비역으로 편입되어 예비군훈련도 이수해야 하므로 결코 면제가 아니다. 논산 육군훈련소에서의 기초군사교육 4주를 포함한다.
상근예비역, 사회복무요원, 예술체육요원은 “피부양자”로 간주된다. 즉 가족 중 타인이 부양해주어야 하며, 그럴 형편이 못 되는 경우 제2국민역으로 감면해주는 것이다.
2013년부터 중학교 중퇴 이하 학력자의 보충역 처분이 폐지되어 다른 이들과 동일하게 처분된다.

## 제도의 변천사
1973년 3월 3일 제정, 같은해 4월 3일부터 시행된 병역의무의 특례규제에 관한 법률에서 학술·예술 또는 체능의 특기를 가진 자 중 국가이익을 위하여 그 특기의 계발 또는 발휘를 필요로 한다고 인정되어 특기자선발위원회가 선발한 자가 1994년 이후 예술체육요원으로 불리는 병역특례 제도로, 시행령에서 지정된 세부 규정이 없었다. 이 당시 대상에 해당된 인물은 1974년 차이콥스키 국제 콩쿠르 피아노 부문 2위를 수상한 정명훈이 있으며, 1976년 몬트리올 올림픽 레슬링 경기에서 금메달을 딴 양정모는 이 대상이 되어 특기자선발위원회에 의해 보충역에 편입, 병역특례에 선발되었다.
1981년 병역의무의 특례규제에 관한 법률 시행령의 개정으로 학술·예술 또는 체능의 특기를 가진 자를 대상으로 한 예술체육요원의 세부적인 선발기준이 마련되었으며, 체능의 특기를 가진 자에 대한 선발기준이 아시안게임 입상자, FIFA 월드컵 입상자, 유니버시아드 1~3위 입상자, 세계선수권 1~3위 입상자, 세계청소년선수권 1~3위 입상자, 아시아 선수권 1~3위 입상자, 아시아청소년선수권 1~3위 입상자로 지정되었다. 이렇게 지정된 체능의 특기를 가진 자를 대상으로 한 병역특례 선발기준은 1985년에 FIFA 월드컵 입상자, 세계선수권 입상자, 아시아 선수권 입상자가 제외되었고 아시안게임 입상자와 유니버시아드 입상자는 1위로 바뀌었다. 1990년에 학술의 특기를 가진 자와 체능의 특기를 가진 자 중 유니버시아드 입상자가 예술 또는 체능의 특기를 가진 자를 대상으로 한 병역특례에서 제외되었다. 1994년 개정 병역법에 의해 예술 또는 체능의 특기를 가진 자를 대상으로 한 병역특례가 예술체육요원이라는 이름으로 바뀌었는데, 당시 공익근무요원의 하위분류로 분류되었다.
2002년에 FIFA 월드컵 1~16위 입상자와 2006년에 월드 베이스볼 클래식 1~4위 입상자로 확대되었다 2007년 12월에 제외되었으며, 공익근무요원의 하위분류로 분류되어 있던 예술체육요원은 2014년에 공익근무요원이라는 단어가 삭제되고, 공익근무요원의 하위분류인 행정관서요원이 사회복무요원으로 바뀐 후, 사회복무요원과는 별개의 제도로 존재하는 보충역 제도로 바뀌었다.

## 대상자
대표적인 기준으로 다음과 같다. 총 인원은 2009년 기준 약 500여 명 정도이며 남자일반경기 선수만 해당된다.
- 예술분야 대상자
  - 병무청이 정하는 국제예술경연대회의 경쟁부문에서 1~2위 입상자이며, 이 중 입상성적 순으로 2명 이내인 자.
  - 병무청이 정하는 국내예술경연대회(국악 등 국제대회가 없는 분야의 대회 등)의 경쟁부문에서 1위 입상자.
  - 1위로 입상한 자가 없는 경우에는 입상성적이 가장 높은 자에 한하며, 입상성적이 같거나 입상성적을 확인할 수 없는 경우에는 병무청에서 정하는 추천기준에 해당하는 자가 해당된다. 입상성적이 같거나 입상성적을 확인할 수 없는 경우 병무청에서 정하는 추천기준은 외국인을 제외하고 국제예술경연대회에서 1~3위, 국내예술경연대회에서 1~2위 수상경력이 많은 순, 모든 것이 같을 경우 생년월일이 빠른 순이다.
  - 국가무형문화재로 지정된 분야에서 5년 이상 국가무형문화재 전수교육을 받은 자로 병무청이 정하는 분야의 자격을 취득한 자.

병무청이 정하는 예술경연대회는 병무청 훈령인 예술체육요원 편입 및 관리규정에서 정하는 예술경연대회 관련규정에 의한다. 이 중 국제예술경연대회는 음악경연대회와 무용경연대회로 구분된다. 음악경연대회는 유네스코 산하의 국제음악경연대회 세계연맹(World Federation of International Music Competitions)에 가입된 대회, 무용경연대회는 유네스코 국제무용협회(International Dance Council) 또는 국제극예술협회(International Theater Institute)에 가입된 대회이다.
- 병무청 지정 국제예술경연대회
  - 음악경연대회[3]
    - 장 시벨리우스 국제 바이올린 콩쿠르
    - 헨리크 비에니아프스키 국제 바이올린 콩쿠르
    - 쇼팽 국제 피아노 콩쿠르
    - 인디애나폴리스 국제 바이올린 콩쿠르
    - 반 클라이번 국제 피아노 콩쿠르
    - 하노버 요제프 요아힘 국제 바이올린 콩쿠르
    - 막스 로스탈 국제 비올라 바이올린 콩쿠르
    - 프란츠 리스트 국제 피아노 콩쿠르
    - 게자 안다 국제 피아노 콩쿠르
    - 센다이 국제 피아노 콩쿠르
    - 프레미오 파가니니 국제 바이올린 콩쿠르
    - 부조니 국제 피아노 콩쿠르
    - 롱티보 크레스팽 국제 콩쿠르
    - 브장송 국제 지휘 콩쿠르
    - 뮌헨 국제 음악 콩쿠르
    - 퀸 엘리자베스 콩쿠르
    - 제네바 국제 음악 콩쿠르
    - 프라하 춘계 국제 음악 콩쿠르
    - 윤이상 국제 음악 콩쿠르
    - 칼 닐센 국제 음악 콩쿠르
    - 서울 국제 음악 콩쿠르
    - 몬트리올 국제 음악 콩쿠르
    - 제주 국제 관악 콩쿠르(짝수 해는 제죽 국제 관악·타악 콩쿠르)
    - 미켈 피타루가 국제 클래식기타 작곡 콩쿠르
    - 루이스 시갈 국제 음악 콩쿠르

  - 무용경연대회[4]
    - USA 국제 발레 콩쿠르
    - 유스 아메리카 그랑프리
    - 서울 국제 무용 콩쿠르(2022년부터 1위 수상자만 대상자)
    - 코리아 국제 발레 콩쿠르
    - 코리아 국제 현대무용 콩쿠르

- 병무청 지정 국내예술경연대회[5]
  - 온나라국악경연대회
  - 동아음악콩쿠르
  - 전주대 사습놀이 전국대회
  - 동아무용콩쿠르
  - 전국신인무용경연대회

- 체육분야 대상자
  - 올림픽에서 1~3위(금메달, 은메달, 동메달) 입상자.(패럴림픽이나 데플림픽, 스페셜 올림픽, 장애인 아시안게임은 해당사항이 없다. 애초에 이 대회 참가자들은 병역 면제 대상이다.)
  - 아시안게임에서 1위(금메달) 입상자.

올림픽의 경우 제도를 실시하기 시작한 1973년에는 세부규칙 없이 올림픽에서 1위 입상자만 해당되었으나, 1980년부터 올림픽에서 1~3위 입상자로 바뀌었다.
과거에는 상무 (국군체육부대) 소속으로 군 복무중에 이와 같은 자격이 생겨도 그대로 복무하게 하여 농구선수 현주엽이 금메달을 획득해도 계속 군복무를 하는 부작용이 발생하자 법이 개정되어 상무 소속이라 할지라도 이와 같은 자격이 생길 경우 보충역으로 전역하여 예술체육요원으로 전환되도록 법이 개정되었다.

## 과거의 대상자

### 훈령에 의한 과거의 대상자
과거의 대상자 중 훈령 개정에 의해 제외된 경우는 예술분야 대상자로, 다음과 같다.
- 예술분야 중 아래 대회의 입상자는 제외되었다.
  - 국제에술경연대회
    - 음악경연대회
      - 파블로 카잘스 국제 첼로 콩쿠르 입상자(2019년 7월부터 제외)
      - 뚤루즈 국제 성악 콩쿠르 입상자(2023년부터 제외)
      - 차이콥스키 국제 콩쿠르 입상자(2023년부터 제외)
      - 샤르트르 국제 오르간 콩쿠르 입상자(2024년부터 제외)

    - 무용경연대회
      - 상하이 국제 발레 콩쿠르 입상자(2015년부터 제외)
      - 뉴욕 국제 발레 콩쿠르 입상자(2019년 7월부터 제외)
      - 헬싱키 국제 발레 콩쿠르 입상자(2020년 7월부터 제외)
      - 루돌프 뉴레예프 국제 발레 콩쿠르 입상자(2020년 7월부터 제외)
      - 국제 발레 콩쿠르, 안무 콘테스트 입상자(2023년부터 제외)
      - 바르나 국제 발레 콩쿠르 입상자(2023년부터 제외)
      - 프리 드 로잔 국제 발레 콩쿠르 입상자(2023년부터 제외)

  - 국내예술경연대회 중 아래 대회의 입상자는 병무청 지정대회에서 제외되었다.
    - 서울무용제 입상자(2015년부터 제외)
    - 전국연극제 입상자(2022년부터 제외)
    - 대한민국미술제전 입상자(2022년부터 제외)

### 시행령에 의한 과거의 대상자
과거의 대상자 중 병역법 시행령 개정에 의해 폐지된 경우는, 1990년까지 존재하던 학술분야 대상자, 체육분야 대상자 중 아시안게임과 올림픽을 제외한 대회의 입상자로, 다음과 같다.
- 학술분야는 아래의 대상자가 해당되었으며, 1990년에 폐지되었다.
  - 한국학대학원에서 석사학위를 받고 문교부장관이 지정한 학술기관 종사자
  - 문교부에서 선발한 국비유학생
  - 학술분야에 현저히 공헌한 실적이 있는 자로, 관계중앙행정기관의 장이 인정한 자

- 체육분야 중 아래의 대상자도 해당되었으나, 폐지되었다.
  - 아래의 대상자는 1980년부터 해당되었으나 1985년에 폐지되었다.[1]
    - 아시안게임 2~3위 입상자(1985년부터 1위 입상자로 바뀌었다.)
    - FIFA 월드컵 입상자
    - 유니버시아드 1~3위 입상자(1985년부터 1위 입상자로 바뀐 후, 1990년 폐지되었다.)
    - 세계선수권 1~3위 입상자
    - 세계청소년선수권 1~3위 입상자
    - 아시아 선수권 1~3위 입상자
    - 아시아청소년선수권 1~3위 입상자

  - 아래의 대상자는 2007년 12월에 폐지되었다.
    - FIFA 월드컵에서 1~16위 입상자(2002년부터, 이로 인해 2002년 FIFA 월드컵에 출전한 박지성, 안정환, 차두리 등이 예술체육요원으로 선발되었다.)
    - 월드 베이스볼 클래식에서 1~4위 입상자(2006년 9월부터)[6]

## 예술체육요원으로 복무
- 예술체육요원으로 선발되면 충남 논산시에 소재한 육군훈련소나 제주도에 위치한 해병대에서 기초군사훈련만 이수하고 2년 10개월간 자신이 담당했던 분야로 병역 의무를 대신한다. 즉, 현재 직업에 종사하는 것으로 대체복무를 하는 것이다.
- 2015년 7월부터 편입되면 복무기간 중에 사회적 취약계층, 어린이·청소년 등을 대상으로 공연, 교육, 캠페인 같은 봉사활동을 544시간 이상 의무적으로 실시해야 한다.
- 도핑이나 비리 등 부정행위로 인한 입상기록이 취소되거나 메달박탈 등 예술체육요원의 자격이 상실되면 현역병 입영대상이 된다. 운동선수의 경우 반드시 소속팀에 소속되어야 하며 일정 기간 이상 아무 팀에도 소속되어 있지 않은 무적 선수가 되면 예술체육요원 신분이 상실되어 국군체육부대에 입대하도록 규정이 명시되어 있다. 때문에 한 때 박주영이 무적선수가 되어 국군체육부대에 입대할 위기에 처하기도 했다. 또한 이승우 역시 벨기에 프로 리그인 신트트라위던 VV에서 베트남의 응우옌꽁푸엉과의 2군 경쟁에서 마저 밀리며 방출당해 국군체육부대에 입대할 위기에 몰리기도 했으나 수원 FC로 영입되어 입대를 모면했다. 따라서 국군체육부대에 징병당하지 않으려면 반드시 소속팀이 있어야만 한다. 예술체육요원이 병역 면제인 것은 아니다. 병역 면제란 어떠한 경우에도 응소가 되지 않는 상황을 의미하는데 예술체육요원의 경우 예술체육요원의 조건에서 벗어나면 바로 응소 대상이 된다.

## 소집해제 후 병역 사항
- 2009년부터 복무 만료 시, 병적증명서나 주민등록초본 상 역종 별 복무 만료 표시는 각각 현역필, 상근예비역필, 보충역필, 제2국민역, 병역면제이다. 여성은 해당되지 않는다.
- 보충역(대체복무)라 함은 사회복무요원외 예술체육요원과 산업기능요원과 전문연구요원(현역 자원 포함), 기타 전문봉사요원인 공중보건의사(징병전담의사 포함),  공중방역수의사, 공익법무관 등을 뜻한다.
- 보충역필인 자는, 현역병(전환복무 포함)으로 복무를 마친자와 동일한 대우를 법적으로 보장받는다.
- 단 군 가산점이 있었던 1999년 이전의 경우, 복무기간에 따라 2년 4개월 이상이었던 현역병은 5%를, 방위병은 1년 6개월 동안 복무하므로 3%를 받았다. 이는 이후 2년 4개월 동안 복무했던 구 공익근무요원에게도 적용되었다.
- 보충역은 전시에 따로 동원령이 내려진 후에야 추가로 개인 소속 부대별 주특기훈련을 받기 때문에, 일괄적으로, 육군 이등병 소총이다.

## 연혁
- 모든 보충역의 대체복무, 즉 예술체육요원, 전문연구요원, 전문봉사요원(공중보건의사, 징병전담의사, 공중방역수의사, 공익법무관)의 존치여부가 늦어도 2022년 이후에는 보충역이 폐지되어, 병역 구분이 현역과 제2국민역으로 2원화 된다. (그 외로는 '병역면제')

## 장점
해외 리그에서 활동하는 운동 선수의 경우 주전 경쟁이 상당히 치열하다. 이 상황에서 병역 의무로 인해 국군체육부대에 강제로 소속될 경우 해당 팀에서의 주전 경쟁에서 완패하게 되며 심할 경우 방출당하게 된다. 운동 선수들의 기량 유지와 주전 경쟁에서 살아남는다는 점에서 예술체육요원은 긍정적인 효과를 보이고 있다. 박지성의 경우 역시 "예술체육요원이 된 덕분에 유럽 리그에 가서 활약할 수 있었다"고 회고했다. 
또한 손흥민의 경우는 토트넘 홋스퍼 FC에 소속되면서 아르헨티나의 에리크 라멜라와 치열한 주전 경쟁을 하고 있었는데 2018년 아시안 게임 축구 남자에서 금메달을 획득하여 예술체육요원으로 편입된 덕분에 에리크 라멜라와의 주전 경쟁에서 승리해, 토트넘 홋스퍼 FC에 남을 수 있게 되었다. 만약 손흥민이 예술체육요원이 아닌 현역으로 군복무를 했더라면 그 자리는 에리크 라멜라의 차지가 되었을 것이며 손흥민은 전역 후 군복무 기간동안의 공백이 원인이 되어 토트넘 홋스퍼 FC에서 방출당하고 K리그에서 활동하는 신세가 되었을 것이다.

## 논란과 비판
예술·체육요원에게 사회공익적 복무 의무가 전혀 부과되지 않아 '병역면제자'로 인식되고 있다는 비판이 지속적으로 제기되었다.(물론 사람들의 인식과는 달리 위에서 설명했듯이 면제가 아니다.) 특히 개별창작 활동을 하는 예술요원 46명은 소속단체 없이 연 1회 개인발표와 전시회를 하는 것으로 병역의무를 대신하고 있어, 동일 역종의 다른 복무형태를 감안할 때 공정한 병역이행이 아니라는 지적이 주류를 이루고 있다.

## 참조 자료, 법령
법에는 각기 그에 따른 시행령과 시행규칙이 있다. 앞으로 시행될 예정인 법안도 통과 절차별로 확인할 수 있다.
1. 법제처 '국가법령정보센터'-부칙과 별도 서식까지 확인 가능.
2. 각 지방청 홈페이지에는 복무기관별 T.O를 확인 할 수 있다.

## 같이 보기
- 사회복무요원, 상근예비역
- 사회복무제도, 대한민국 예비군, 대한민국 민방위대
- 징병제, 대한민국의 병역 제도, 징병검사, 모병제
- 육군훈련소, 대한민국 국군, 국방개혁 2020
- 공무원, 경찰관 계급, 소방관 계급
- 병력에 따른 나라 목록, 군대가 없는 나라 목록
- 대한민국의 보충역